# Bernard Prince
Bernard Prince je naslov serije franko-belgijskih stripov Hermanna Huppna in Grega (Michela Régnierja). Serial je bil ustvarjen za franko-belgijsko stripovsko revijo Tintin in se je prvič pojavil 4. januarja 1966. V slovenščini se je doslej pojavil zgolj album Pretnja na reki (Menace sur le fleuve).

## Vsebina
Serial ponuja pripoved o Bernardu Princeu, svetovnem popotniku in nekdanjemu inšpektorju Interpola. Po svetu potuje s svojo jahto Cormorane in posadko, ki jo sestavljata pijanec Barney Jordan in najstnik Djinn. Skupaj se zapletejo v številne avanture po vsem svetu, od Amazonije, Osrednje Azije do prenaseljene mestne »džungle« na Manhattanu.

## Francoske izdaje
- Billet surprise, 1966
- Simple routine, 1966
- Opération jeunes mariés, 1966,
- Spécialité maison, 1966,
- Le troisième témoin, 1966,
- Une lanterne pour un petit poucet, 1966,
- L’évasion du Cormoran, 1966,
- Les pirates de Lokonga, 1967,
- Le général Satan, 1967,
- Tonnerre sur Coronado, 1967,
- La frontière de l’enfer, 1968,
- Aventure à Manhattan, 1968–1969,
- La passagère, 1970,
- Les victimes, 1970,
- L'oasis en flammes, 1969,
- La loi de l’ouragan, 1969–1970,
- La fournaise des damnés, 1971,
- La flamme verte du conquistador, 1971–1972,
- Guérilla pour un fantôme, 1973,
- Le souffle de Moloch, 1974,
- La forteresse des brumes, 1975,
- Objectif Cormoran, 1976,
- Le port des fous, 1977,
- Le piège aux 100.000 dards, 1979,
- Orage sur le Cormoran, 1989,
- Le soleil rouge, 1969,
- Barney voit rouge, 1973,
- Djinn a disparu, 1977,
- L’otage, 1978,
- Le nyctalope, 1978,
- Adieu à la reine, 1980,
- A chacun son goût, 1985,
- La Dynamitera, 1992,
- Le poison vert, 1994,
- Menace sur le fleuve, 2010- to delo je prevedno v slovenščino kot Pretnja na reki.